# Peter Eigen (Jurist)

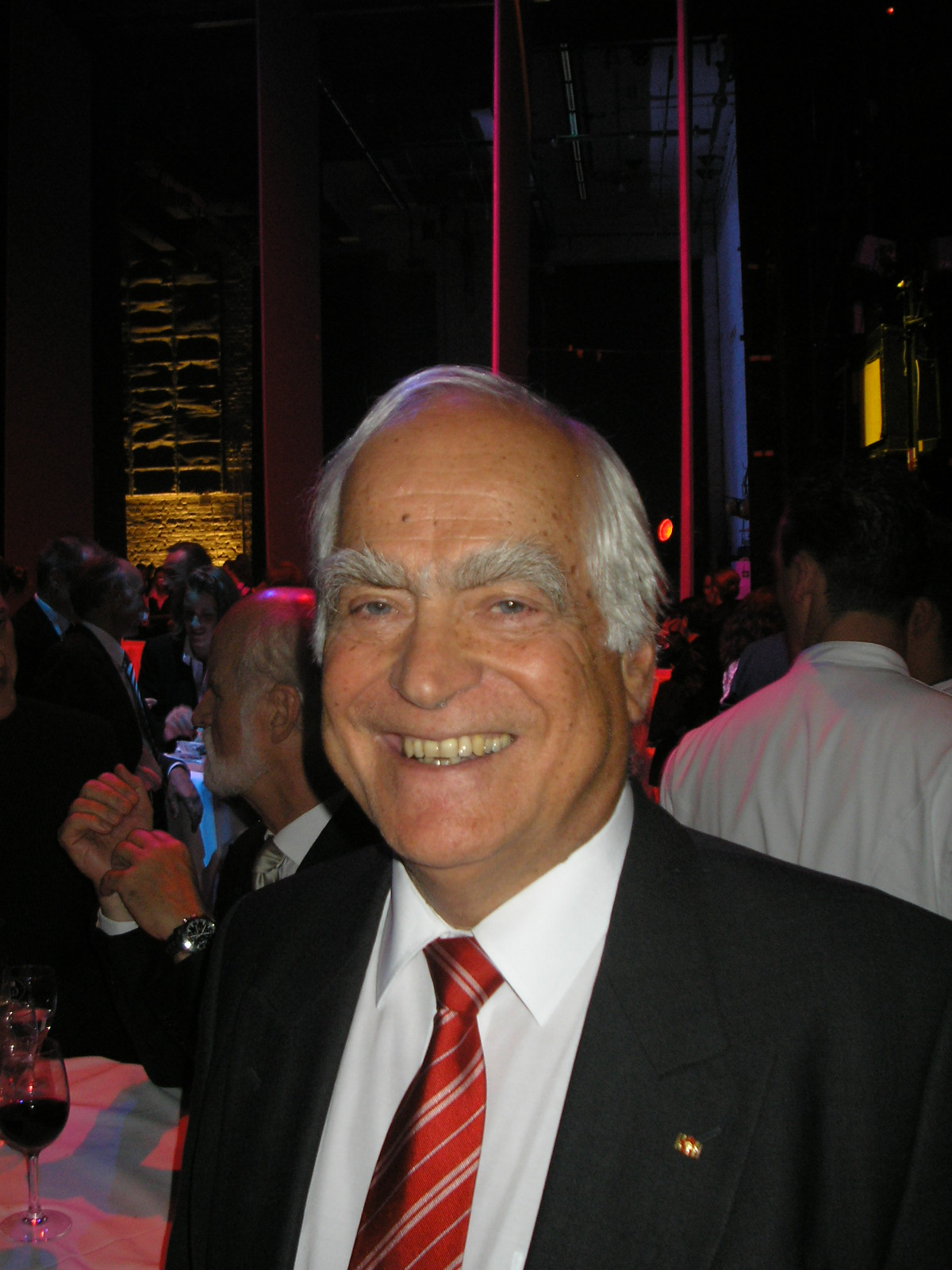
Peter Eigen 2007 in Berlin

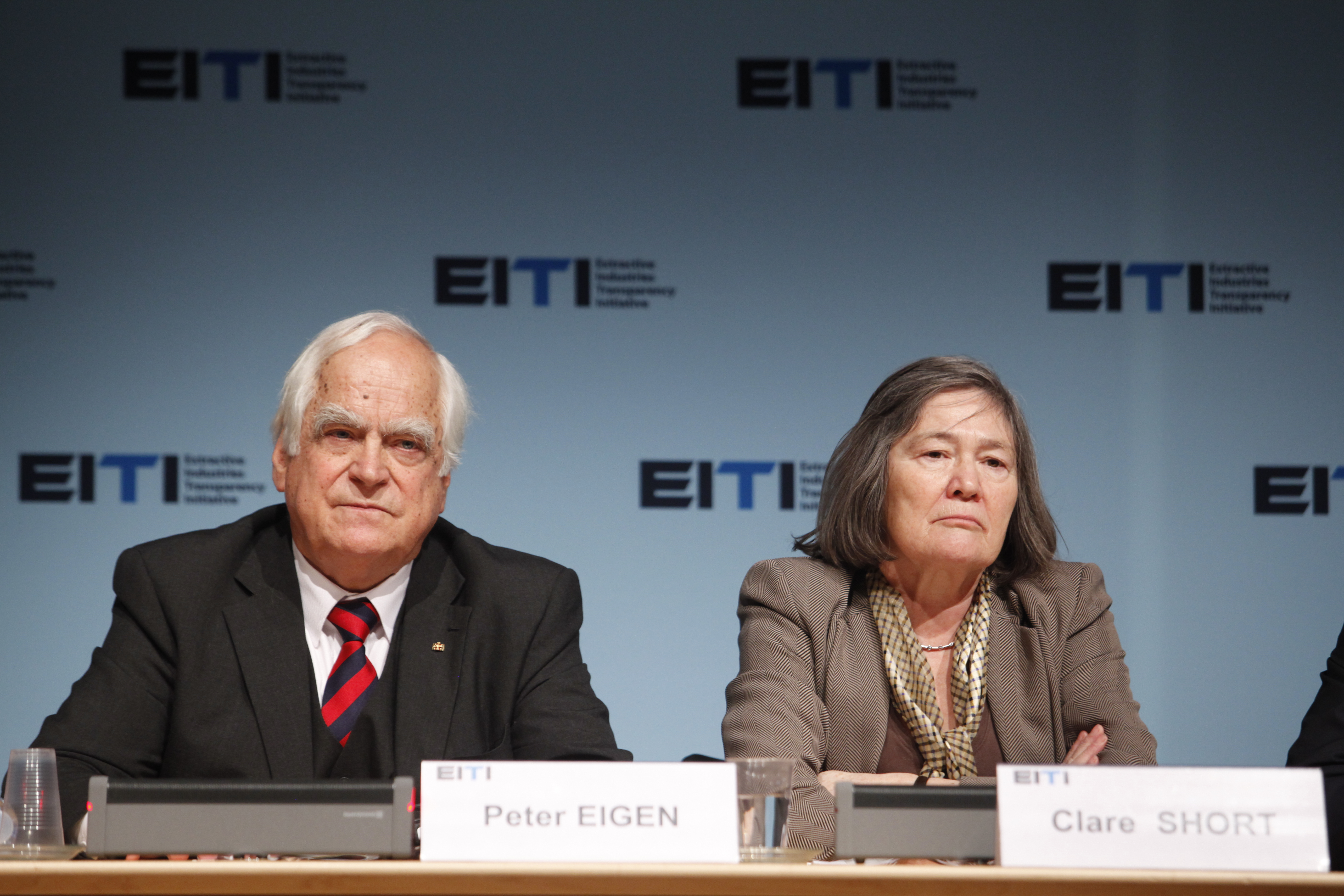
Mit Clare Short, seiner Nachfolgerin im Amt des EITI-Vorstandsvorsitzenden, während der 5. EITI Global Conference 2011 in Paris.

Peter Eigen (* 11. Juni 1938 in Augsburg) ist ein deutscher Jurist. Er ist Gründer und war Vorsitzender der Nichtregierungsorganisation Transparency International, deren erklärtes Ziel es ist, sich gegen Korruption zu engagieren. Im Jahr 2007 gründete er zusammen mit Burkhard Gnärig das International Civil Society Centre und gehört zu den Initiatoren des Extractive Industries Transparency Initiative (EITI).

## Leben
Eigen studierte Rechtswissenschaft in Erlangen und Frankfurt am Main, wo er auch promoviert wurde. Als junger Mann verbrachte er ein Studienjahr in Kansas und reiste danach durch mehrere Staaten Lateinamerikas. Eine begonnene Habilitationsschrift über internationales Wettbewerbsrecht beendete er nicht. Seit seiner Jugend begeistert er sich für Jazz und den Pferdesport.
Von 1967 bis 1972 war er Anwalt in der Rechtsabteilung der Weltbank in Washington, D.C., wo er sich an der Formulierung der Procurement Guidelines beteiligte und zum Spezialisten für das Anschaffungswesen in den Mitgliedstaaten der Weltbank wurde. 1973 bis 1974 war er juristischer Berater der Regierung von Botswana,  für die er rechtliche Rahmenbedingungen im Bergbausektor zu entwickeln half. Seine damalige Frau Jutta arbeitete dort als Ärztin. Von 1975 bis 1988 arbeitete Eigen als Weltbank-Manager in Westafrika, Lateinamerika und ab 1988 als Direktor der Regionalmission für Ostafrika. In diesen 25 Jahren erlebte er in seiner täglichen Arbeit die weltweite Verbreitung der Korruption. Zunehmend erkannte er die Mechanismen und sorgte sich um die Folgen für Politik, Wirtschaft und Gesellschaft. Eigen kritisierte damals intern, dass sein Arbeitgeber grundsätzlich nur dann gegen Korruption vorging, wenn entsprechende Gerichtsurteile vorlagen, was, wegen des Machtgefälles zwischen den politischen Entscheidungsträgern und den erstrichterlichen Instanzen, praktisch nie der Fall war. Aufgrund der offiziellen Verschwiegenheit und Bagatellisierung dieser Problematik verließ er 1993 die Weltbank und gründete Transparency International, um sich öffentlich zum Kampf gegen die Korruption zu bekennen und aktiv zu werden.
Er gehört zu den Initiatoren des Extractive Industries Transparency Initiative (EITI), einer internationalen Initiative von Staaten, Nichtregierungsorganisationen (NGOs) und Unternehmen, deren Ziel es ist, Transparenz bei Aufträgen und Zahlungsflüssen zwischen Unternehmen und Staaten herzustellen und dadurch Korruption zu verhindern. Von 2006 bis 2011 war er Vorstandsvorsitzender (Chair of the Board) von EITI.
Nebenbei doziert Peter Eigen an zahlreichen Universitäten über internationales Wirtschaftsrecht und Politikwissenschaften. Er gehört außerdem dem Beirat der Humboldt-Viadrina School of Governance in Berlin an, die seine Frau Gesine Schwan, mit der er nach dem Tod seiner ersten Frau seit 2004 verheiratet ist,  mit gegründet hat. Seit Januar 2004 ist er Honorarprofessor für Politikwissenschaften an der Freien Universität Berlin. 2007 gründete Peter Eigen zusammen mit Burkhard Gnärig das International Civil Society Centre, ein Forum für international tätige Nichtregierungsorganisationen, das den Austausch von Erfahrung und Wissen innerhalb der Zivilgesellschaft und mit anderen Bereichen erleichtern soll. Er ist Mitglied des Präsidiums der Hilfsorganisation German Doctors.
In seinem Buch Das Netz der Korruption erzählt er die Geschichte von Transparency International, erklärt, wie das System der Korruption funktioniert und gibt Ratschläge, wie jeder Einzelne zu ihrer Eindämmung und Transparenz beitragen kann.

## Mitgliedschaften
- Mitglied von Transparency International[6]
- Beirat des Center for International Development an der John F. Kennedy School of Government
- Beirat der gut.org gAG
- Advisory Commission des UN Global Compact
- Commission on Globalization of the State of the World Forum
- Kreativmitglied im Club of Budapest
- Extractive Industries Transparency Initiative (EITI)
- Chairman, Berlin Civil Society Center
- Mitgründer und Beirat der Humboldt-Viadrina School of Governance Berlin
- Mitglied des Kuratoriums der Hilfsorganisation CARE Deutschland[7]
- Gründungsmitglied der Bürgerbewegung Finanzwende[8]

## Auszeichnungen
- 2000: Ehrendoktorwürde der Open University in England
- 2004: Europäer des Jahres 2004 des Reader’s Digest
- 2004: Integrationspreis der Stiftung Apfelbaum
- 2004: Transparency International mit seinem Präsidenten Peter Eigen wurde für den Change the World – Best Practice Prize des Club of Budapest nominiert.
- 2006: Gutedelpreis der Markgräfler Gutedelgesellschaft
- 2007: Gustav-Heinemann-Bürgerpreis
- 2013: Großes Verdienstkreuz des Verdienstordens der Bundesrepublik Deutschland[9]

## Publikationen
- Das Netz der Korruption. Campus, Frankfurt 2003, ISBN 3-593-37188-X (übersetzt nach Englisch, Chinesisch, Koreanisch, Spanisch, Lettisch).